# Siralkoppa
Siralkoppa (o Siraikoppa, Shiralakoppa) è una suddivisione dell'India, classificata come town panchayat, di 14.501 abitanti, situata nel distretto di Shimoga, nello stato federato del Karnataka. In base al numero di abitanti la città rientra nella classe IV (da 10.000 a 19.999 persone).

## Geografia fisica
La città è situata a 14° 22' 60 N e 75° 15' 0 E e ha un'altitudine di 594 m s.l.m..

## Società

### Evoluzione demografica
Al censimento del 2001 la popolazione di Siralkoppa assommava a 14.501 persone, delle quali 7.303 maschi e 7.198 femmine. I bambini di età inferiore o uguale ai sei anni assommavano a 2.118, dei quali 1.094 maschi e 1.024 femmine. Infine, coloro che erano in grado di saper almeno leggere e scrivere erano 9.880, dei quali 5.140 maschi e 4.740 femmine.